# Бузин (Загреб)
Бузин (хрв. Buzin) је насељено место у саставу града Загреб, Хрватска.

## Историја
До територијалне реорганизације у Хрватској био је у саставу ужег подручја града Загреб.

## Становништво
На попису становништва из 2021. године, Бузин је имао 1.074 становника.
| Број становника према пописима | Број становника према пописима | Број становника према пописима | Број становника према пописима | Број становника према пописима | Број становника према пописима | Број становника према пописима | Број становника према пописима | Број становника према пописима | Број становника према пописима | Број становника према пописима | Број становника према пописима | Број становника према пописима | Број становника према пописима | Број становника према пописима | Број становника према пописима | Број становника према пописима |
| ------------------------------ | ------------------------------ | ------------------------------ | ------------------------------ | ------------------------------ | ------------------------------ | ------------------------------ | ------------------------------ | ------------------------------ | ------------------------------ | ------------------------------ | ------------------------------ | ------------------------------ | ------------------------------ | ------------------------------ | ------------------------------ | ------------------------------ |
| 1857.                          | 1869.                          | 1880.                          | 1890.                          | 1900.                          | 1910.                          | 1921.                          | 1931.                          | 1948.                          | 1953.                          | 1961.                          | 1971.                          | 1981.                          | 1991.                          | 2001.                          | 2011.                          | 2021.                          |
| 285                            | 333                            | 349                            | 419                            | 443                            | 514                            | 486                            | 618                            | 621                            | 684                            | 808                            | 876                            | 873                            | 133                            | 141                            | 1.055                          | 1.074                          |

Напомена: Године 1991. смањено издвајањем дела насеља који је припојен Загребу и ненасељеног дела насеља насеља у ново насеље Велико Поље. За део припојен Загребу садржи податке од 1857. до 1981.